# 表現学部
表現学部（ひょうげんがくぶ）とは、自らが主体的に情報や文化を創造・発信し、他者に伝達する力（表現力）を身に付けることを目的に各大学に設置されている学部である。私立にのみ存在し、国公立には設置されていない。

## 表現学部を有する大学一覧

### 私立大学
- 和光大学
- 大正大学

## 造形表現学部を有する大学一覧

### 私立大学
- 多摩美術大学

## 文化表現学部を有する大学一覧

### 私立大学
- 梅花女子大学